# فرودگاه وایتهورس رنچ
فرودگاه وایتهورس رنچ  (به انگلیسی: Whitehorse Ranch Airport)  یک فرودگاه خصوصی   است که یک باند فرود خاک دارد و طول باند آن ۹۲۲ متر است. این فرودگاه در  کشور ایالات متحده آمریکا قرار دارد و در ارتفاع ۱۳۵۵ متری از سطح دریا واقع شده است.